# Skippy il canguro
Skippy il canguro (Skippy the Bush Kangaroo) è una serie televisiva australiana prodotta tra il 1968 e il 1970 dal canale televisivo Nine Network.

## Trama
La serie racconta le avventure di Sonny, il figlio di una guardia forestale, e del suo canguro, Skippy, nel Waratah National Park.

## Personaggi e interpreti
- Matt Hammond interpretato da Ed Devereaux. È il capo delle guardie al Waratah National Park, ed è padre vedovo di due figli.
- Sonny Hammond, interpretato da Garry Pankhurst, figlio minore di Matt.
- Mark hammond, interpretato da Ken Jamas, figlio maggiore di Matt.
- Jerry King, interpretato da Tony Bonner.
- Clarissa 'Clancy' Merrik interpretata da Robertson White.

## Produzione
La serie fu prodotta da Fauna Productions e Nine Network Australia e girata nel Waratah Park, nel New South Wales, Australia, e nei Fauna Studios a Sydney.. La musica è composta da Eric Jupp.
Al pari di altri animali della televisione, Skippy ha in apparenza capacità innaturali, come maneggiare vari oggetti con le zampe anteriori, ottenute in gran parte con trucchi; lo stesso vale per alcuni dei suoni emessi dal canguro, in realtà effetti sonori.

### Registi
Tra i registi sono accreditati:
- Eric Fullilove in 38 episodi (1968-1970)
- Max Varnel in 36 episodi (1968-1969)
- Peter Maxwell in 8 episodi (1969-1970)

### Sceneggiatori
Tra gli sceneggiatori sono accreditati:
- Ross Napier in 50 episodi (1968-1969)
- Ted Roberts in 8 episodi (1969-1970)
- Joy Cavill in 7 episodi (1969-1970)

## Distribuzione
La serie fu trasmessa in Australia dal 5 febbraio 1968 al 3 marzo 1970.
Alcune delle uscite internazionali sono state:
- nei Paesi Bassi il 3 dicembre 1967
- in Germania Ovest il 5 gennaio 1970
- in Francia il 12 dicembre 1968

## Episodi
| Stagione         | Episodi | Prima TV originale | Prima TV Italia |
| ---------------- | ------- | ------------------ | --------------- |
| Prima stagione   | 39      | 1968               |                 |
| Seconda stagione | 39      | 1968-1969          |                 |
| Terza stagione   | 13      | 1969-1970          |                 |